# Ribeira Funda
Ribeira Funda est une localité de Sao Tomé-et-Principe située sur la côte nord-ouest de l'île de São Tomé, dans le district de Lembá, au nord de Neves, le long de la route littorale. C'est une ancienne roça.
Elle doit son nom à un cours d'eau, le rio Ribeira Funda, qui s'y jette dans l'océan au sortir d'une vallée encaissée.

## Roça
C'était une dépendance de celle de Ponta Figo.
Son débouché maritime (roça-porto) était Ribeira Funda Praia, une roça de petite taille, mais dotée d'un hôpital, d'une casa principal, de sanzalas (habitations des travailleurs), de séchoirs, d'entrepôts.

## Population
Lors du recensement de 2012, 282 habitants y ont été dénombrés.